# Plavání (sport)

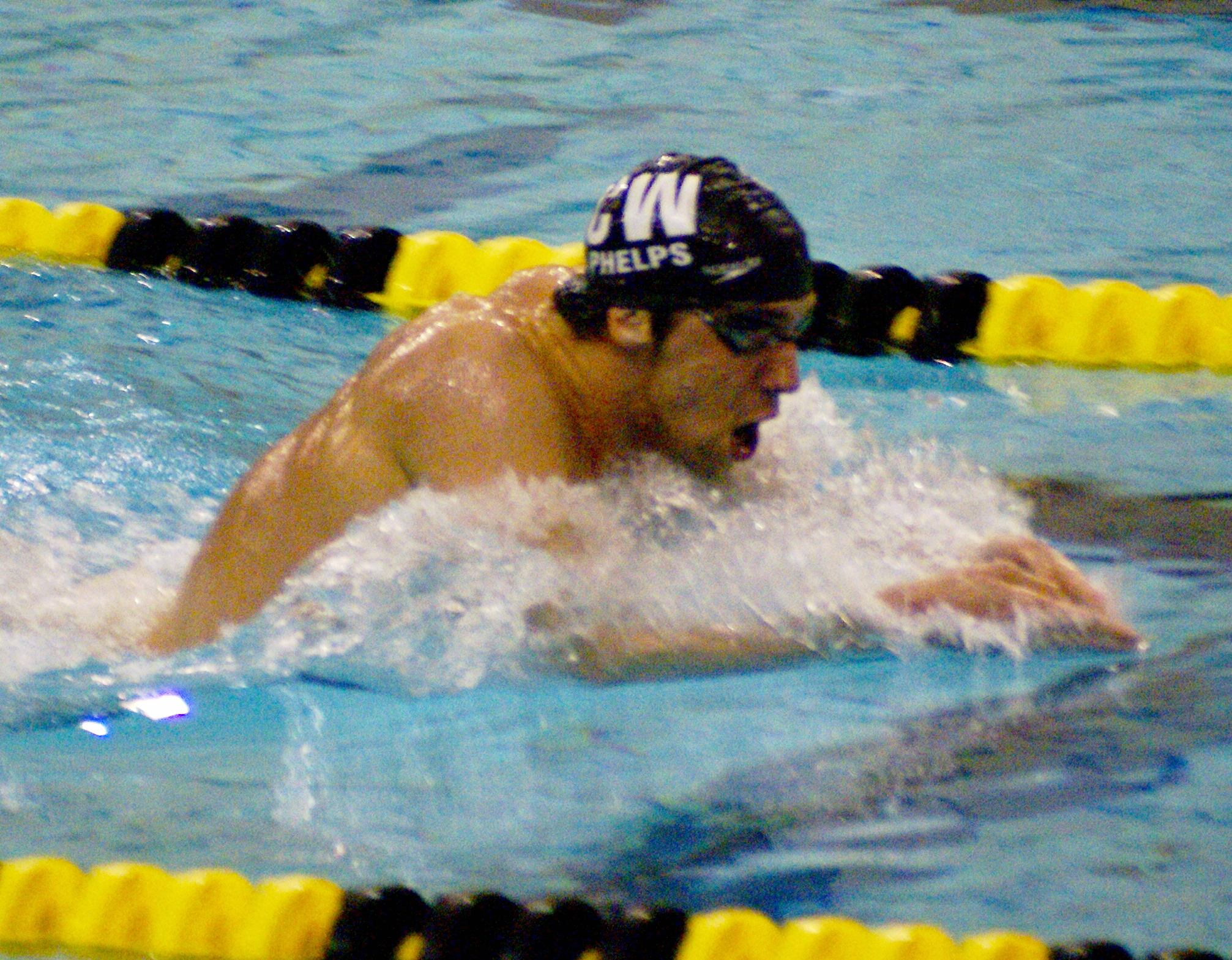

Plavání je sport řízený Mezinárodní plaveckou federací (FINA) a je jedním z plaveckých sportů. Dalšími plaveckými sporty jsou dálkové plavání, synchronizované plavání, skoky do vody a vodní pólo.

## Historie plavání
Počátky plavání sahají až do prehistorické doby. Závodní plavání, stejně jako většina sportů, vzniklo v 19. století v Anglii. První závody se konaly na otevřených vodách. Popularita plavání rostla, proto se začaly stavět první plovárny a bazény. V 60. letech se začali zakládat první organizované plavecké kluby a spolky. V Evropě se závodilo ve stylu prsa, který pochází z Evropy. Kraul, neboli volný způsob, byl představen až v roce 1873 Johnem Arthurem Trudgenem, který ho okopíroval od amerických Indiánů.
Závodní plavání není založeno jen na fyzické síle, ale současně i na technice, která tvoří cca 50 % rychlosti plavce. Pořád se techniky jednotlivých plaveckých způsobů vyvíjejí, tak aby plavec byl rychlejší. Po nástupu kraula v Evropě byla snaha zrychlit nejpomalejší způsob, prsa. Např. plaváním pouze pod vodou nebo přenášením loktů nad vodou. Obě tyto věci jsou dnes již zakázány. V roce 1987 přišlo rozvolnění pravidla plavání pod vodou na jedno povolené prsové tempo pod vodou po startu a po každé obrátce.
Poslední plavecký způsob delfín, neboli motýl byl představen poprvé jako varianta způsobu prsa, ale v roce 1952 byl tento způsob uznán za samostatný. Poprvé se vyskytl na olympiádě v Melbourne v 1956. Z prsového zrychlení přenášením loktů nad vodou se postupně začaly přenášet nad vodou celé paže. Bylo nutné přizpůsobit tomu i práci nohou, tak se začal prsový kop zkracovat a nakonec vznikly delfínové nohy, tak jak je známe. V současné době je motýlek plaveckým způsobem, který má největší okamžitou rychlost, kvůli velkému odporu je ovšem při plavání stále rychlejší kraul.
V roce 1896 se plavání poprvé objevilo na letních olympijských hrách v Aténách. Plavalo se 100, 500 a 1200 metrů jakýmkoliv způsobem, jelikož ještě nebyla sjednocena pravidla jednotlivých způsobů. V roce 1900 v Paříži se plavalo na řece Seině opět libovolným způsobem. V roce 1904 v St. Louis byl plavecký způsob prsa zařazen jako olympijská disciplína. V roce 2006 byly oficiálně oddělené 3 plavecké způsoby – znak, prsa a kraul. Toto už byla činnost Mezinárodní plavecká federace (FINA), která oficiálně vznikla o 2 roky později. Významnou osobností olympijských her je Johnny Weissmüller, pětinásobný olympijský vítěz, který ve 20. letech 20. století poprvé zaplaval 100m vzdálenost pod hranici 1 minuty.

## Závodní tratě jednotlivců
Tratě, na kterých závodí jednotlivci na Mistrovství světa v plavání, jsou:
- 50m, 100m, 200m, 400m, 800m a 1500m volný způsob
- 50m, 100m a 200m znak
- 50m, 100m a 200m prsa
- 50m, 100m a 200m motýl
- 100m, 200m a 400m polohový závod

V olympijském programu chybí závody na 50m s výjimkou disciplíny 50m volný způsob. Závod na 800m volný způsob je na Olympijských hrách určen pouze pro ženy a 1500m volný způsob pouze pro muže. 100m polohový závod se plave pouze na Mistrovství světa v plavání v krátkém bazénu.

## Závodní tratě štafet
Závodí se i ve štafetách, buď kraulové nebo polohové. V polohové štafetě každý člen družstva plave jiným plaveckým způsobem. Plavci v polohové štafetě plavou v pořadí znak, prsa, motýl a kraul. Ale pokud polohový závod plave jeden plavec, plave v pořadí motýl, znak, prsa a kraul. V olympijském programu a v programu MS jsou štafety na 4×100m polohově a 4×100m a 4×200m volný způsob.

## Plavecké bazény
Existují tři druhy bazénů, ve kterých se závodí a to dva krátké bazény (25yd a 25m) a dlouhý bazén (50m). Plavání na krátkém bazénu je rychlejší přibližně o 1 sekundu na každých 50m díky obrátce. Mistrovství světa v plavání a Mistrovství Evropy v plavání se pořádá na obou metrových bazénech. Na yardovém bazénu se závodí zejména v USA. Letní olympijské hry se pořádají pouze na dlouhém bazénu. Od toho také vzniklo označení olympijský bazén. V současnosti je tímto termínem označován bazén o rozměrech 50m×25m×2,5m, který má deset plaveckých drah.

## Dálkové plavání
Zvláštní kategorií plavání je dálkové plavání, které se obvykle provádí v přírodním prostředí. Jedná se o novou olympijskou disciplínu, která byla poprvé na pořadu olympijských her na Letních olympijských hrách 2008 v Pekingu. Olympijskou disciplínou je závod na 10 km.

## Kombinované sporty
Plavání je také součástí kombinovaných sportů jako je moderní pětiboj, triatlon a kvadriatlon.

## Rizika spojená s plaváním
Několik desetiletí je znám zvýšený výskyt dýchacích potíží a alergií u závodních plavců, kteří trénují v krytých bazénech s chlorovanou vodou. Studie u rekreačních plavců ukázala na souvislost mezi obsahem chlorovaných látek v ovzduší a zdravotními problémy. Astma je spojováno hlavně s vystavením vedlejším produktům chlorace jako je trichloramin, který může způsobit kromě toho i akutní podráždění spojivek a vyvolat slzení, kašel nebo obtížné dýchání.